# Municipio de Tuxpan (Michoacán)
El municipio de Tuxpan es uno de las 113 municipios en que se divide el estado mexicano de Michoacán de Ocampo. Forma parte de la región socioeconómica 4. Oriente, del estado de Michoacán.

## Toponimia
El nombre Tuxpan se interpreta como ‘lugar de tuzas’, en referencia al mamífero roedor conocido con ese nombre.

## Geografía
Ocupa una superficie de 244.15 km² y limita al norte con los municipios de Hidalgo, Irimbo, Aporo y Ocampo; al este con los municipios de Ocampo y Zitácuaro; al sur con los municipios de Zitácuaro, Jungapeo e Hidalgo; y al oeste con el municipio de Hidalgo.
La localidad de Tuxpan, cabecera del municipio, se encuentra aproximadamente en la ubicación 19°33′58″N 100°27′43″O / 19.56611, -100.46194, a una altitud de 1723 m s. n. m.
El clima de esta región es templado, con temperaturas anuales que oscilan entre 6 °C y 28 °C.  Según la clasificación climática de Köppen el clima de Tuxpan corresponde a la categoría Cwb, (templado subhúmedo de montaña con invierno seco y verano suave).

## Demografía
La población total del municipio de Tuxpan es de 25 757 habitantes, lo que representa un decrecimiento promedio de -0.11 % anual en el período 2010-2020 sobre la base de los 26 026 habitantes registrados en el censo anterior. Al año 2020 la densidad del municipio era de 105,8 hab/km².
| Gráfica de evolución demográfica de Municipio de Tuxpan entre 2000 y 2020 |
|                                                                           |
| Fuente: Instituto Nacional de Estadística Geografía e Informática         |

En el año 2010 estaba clasificado como un municipio de grado bajo de vulnerabilidad social, con el 17.89 % de su población en estado de pobreza extrema.
La población del municipio está mayoritariamente alfabetizada (9.34 % de personas mayores de 15 años analfabetas al año 2010) con un grado de escolarización en torno de los 7 años. Solo el 0.26 % de la población se reconoce como indígena.
El 89.27 % de la población profesa la religión católica, mientras que el 8.96 % se adhiere a las iglesias protestantes, evangélicas y bíblicas.

### Localidades
En el censo de 2020 el municipio de Tuxpan contaba con 81 localidades.

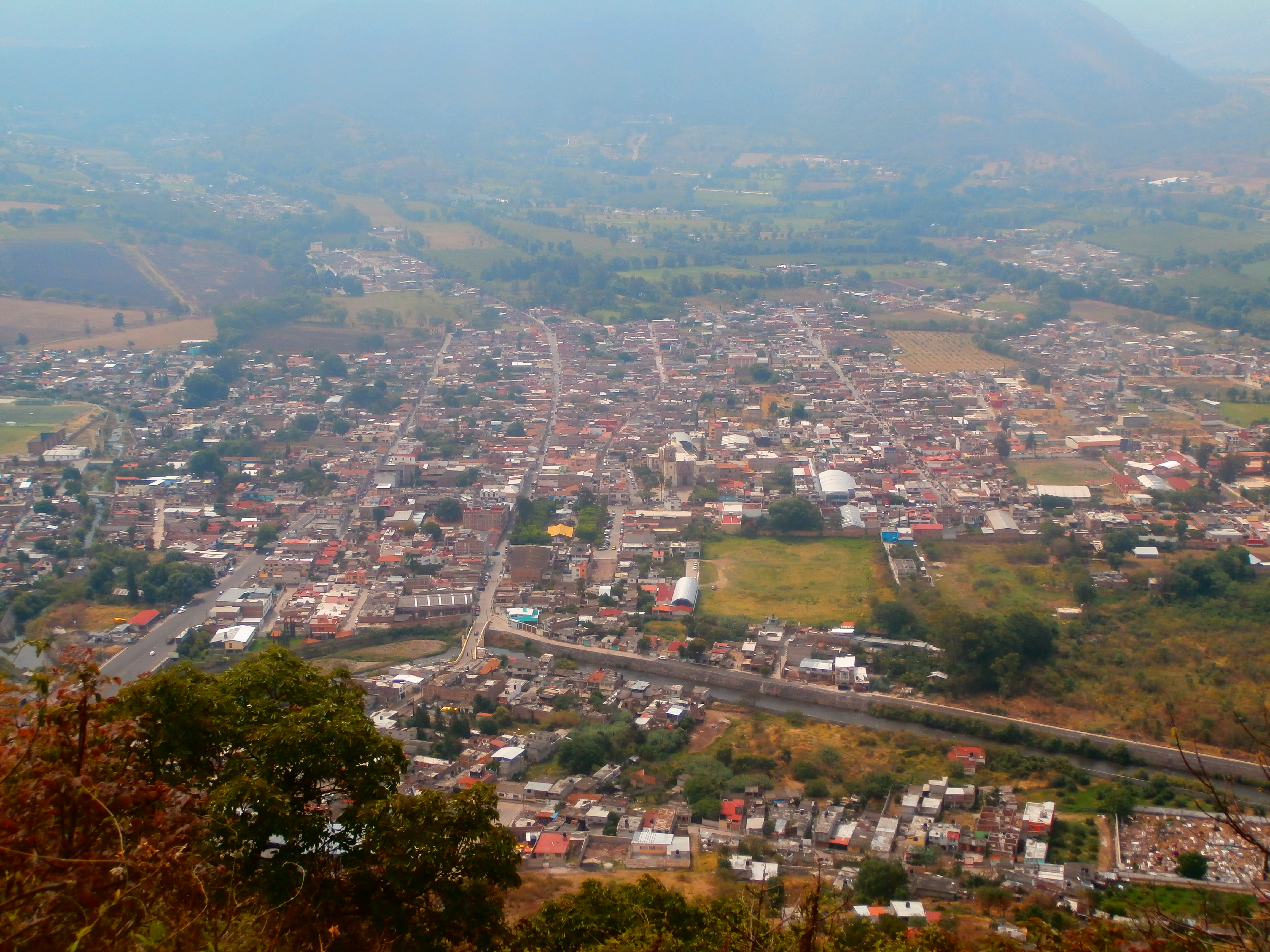
Vista a la ciudad de Tuxpan, Michoacán desde el cerro del mirador

| Código INEGI      | Localidad         | Población (2020) |
| ----------------- | ----------------- | ---------------- |
| 160980001         | Tuxpan            | 8 962            |
| 160980042         | Santa Ana         | 1 522            |
| 160980024         | El Malacate       | 1 118            |
| Otras localidades | Otras localidades | 14 155           |
| Total municipal   | Total municipal   | 25 757           |

## Educación y salud
En 2010 el municipio contaba con dos escuelas de formación media (bachilleratos). Las unidades médicas en el municipio eran 7, con un total de personal médico de 50 personas.
El 33.1 % de la población de 15 años o más (9828 personas) no había completado la educación básica, carencia social calificada como rezago educativo. El 46.6 % de la población (13 820 personas) no tenía acceso a servicios de salud.

## Economía
Según los datos relevados en 2010, 4091 personas (prácticamente la mitad de la población económicamente activa), desarrollaba su actividad en el sector primario (agricultura, ganadería, aprovechamiento forestal, pesca y caza). Según el número de unidades activas relevadas en 2019, los sectores más dinámicos son el comercio minorista, la prestación de servicios generales no gubernamentales y en menor medida la elaboración de productos manufacturados.